# Histoire de la Tchécoslovaquie pendant la Seconde Guerre mondiale
La Tchécoslovaquie pendant la Seconde Guerre mondiale couvre, pour l'essentiel, la période située entre le 15 mars 1939 et le 8 mai 1945. Le 15 mars 1939, les troupes allemandes envahissent la Bohême et la Moravie. La jeune Tchécoslovaquie est alors fragmentée pour une période de six ans. D'un côté, le Protectorat de Bohême-Moravie, amputé des Sudètes, est quasi annexé au Troisième Reich ; de l'autre, la République slovaque est un pays indépendant, satellite de l'Allemagne nazie mais qui, jusqu'en septembre 1944, n'est pas occupé par la Wehrmacht. En outre, la Pologne et surtout la Hongrie s'emparent des territoires où vivaient des minorités polonaises, hongroises et ukrainiennes.

## Tchécoslovaquie avant la guerre

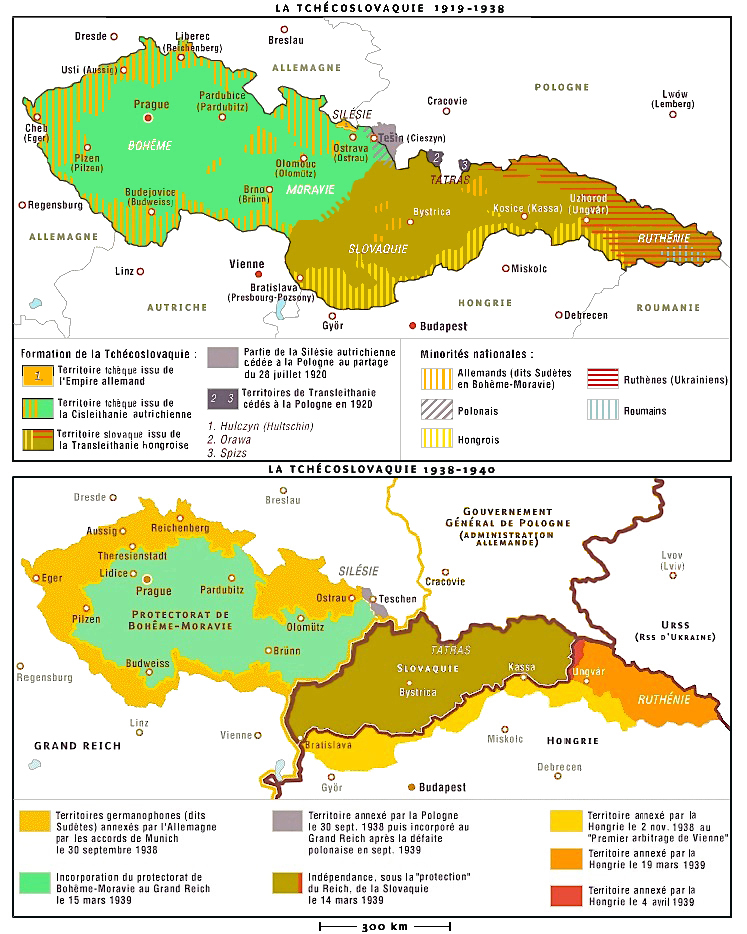
Formation et démantèlement de la première république tchécoslovaque.

La Tchécoslovaquie naît du partage de l'Autriche-Hongrie entériné par le traité de Saint-Germain-en-Laye à l'issue de la Première Guerre mondiale (voir Histoire de la République tchèque). D'après les statistiques de 1921, 13 613 172 habitants vivent sur le territoire de la république répartis en :
- 51 % de Tchèques
- 23,4 % d'Allemands des Sudètes
- 14 % de Slovaques
- 5,5 % de Hongrois
- 3,4 % de Ruthènes, Ukrainiens et Russes
- 1,3 % de Juifs de langue yiddish ou germanophones
- 1,4 % d'autres minorités, dont Polonais, Roumains, Roms, etc.

Du point de vue linguistique, seuls le tchèque et le slovaque sont langues officielles. Les autres minorités peuvent utiliser leurs langues dans les rapports avec les administrations dans les districts où elles représentent plus de 20 % de la population.
Les premières élections se déroulent le 18 avril 1920. Jusqu'à l'annexion allemande de 1938-1939, les populations de la Tchécoslovaquie seront invitées à participer aux différents scrutins en respectant le calendrier prévu par la constitution. Des tensions nationalistes marquent néanmoins la vie politique : les plus intenses concernent, dans l'Ouest du pays, les régions habitées par la minorité allemande.

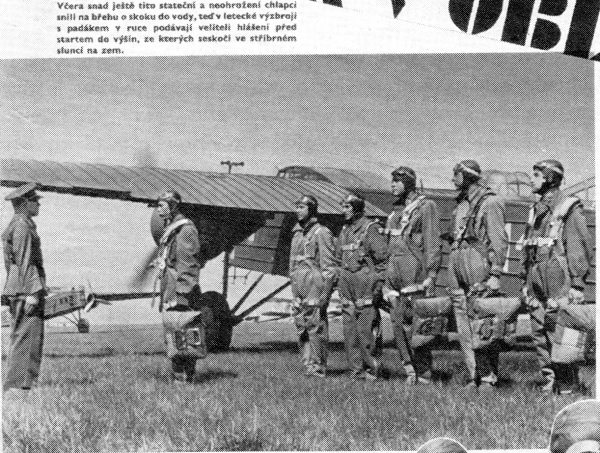
Un Bloch MB.200 de l'aviation tchécoslovaque en 1938.

En 1921, la Tchécoslovaquie, la Roumanie et la Yougoslavie signent une série d'accords bilatéraux menant à une alliance diplomatique et militaire, appelée Petite Entente.
Le 25 janvier 1924, la France et la Tchécoslovaquie signent le traité d'alliance et d'amitié entre la République française et la République tchécoslovaque.
L'opposition entre les Allemands et les Tchèques est latente tout au long des années 1920 mais s'intensifie dans les années 1930. D'abord irrédentistes (ils réclamaient un retour à l'Autriche), les Allemands des Sudètes constituent un Parti allemand des Sudètes (Sudetendeutsche Partei - SdP) dirigé par Konrad Henlein qui réclame, avec l'appui de l'Allemagne nazie, le rattachement au Troisième Reich et amplifie graduellement ses exigences. La crise éclate à la suite de l'Anschluss de l'Autriche et du Reich en 1938. Il est alors évident que la prochaine exigence de Hitler sera l'annexion des Sudètes.
En février 1938, Hitler laisse entendre dans une allocution publique que le problème des Sudètes ne serait résolu que par le rattachement au Reich des régions où les Allemands sont majoritaires. La tension monte en Tchécoslovaquie où le SdP rejette les différentes propositions d'autonomie du président Edvard Beneš. Le 16 septembre, le gouvernement interdit le SdP.

### Accords de Munich

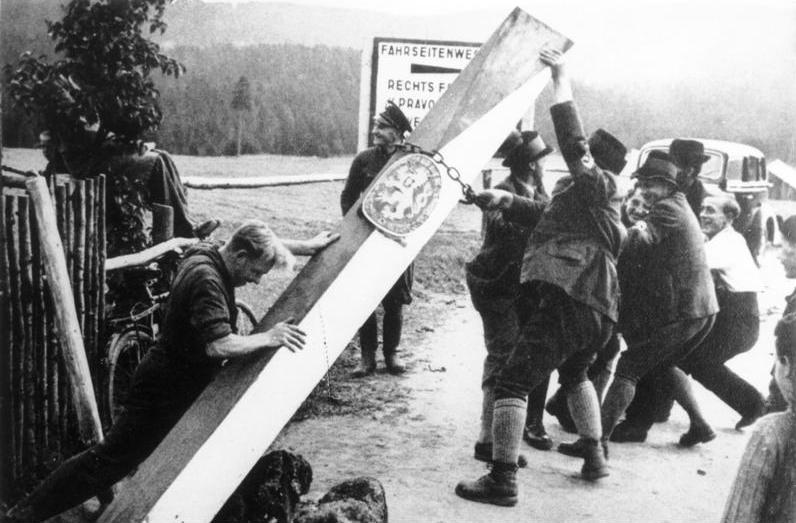
Destruction d'un poste frontière lors du rattachement des Sudètes à l'Allemagne au détriment de la Tchécoslovaquie le 19 septembre 1938.

En 1938, aucune des grandes puissances alliées de la Tchécoslovaquie (France et Royaume-Uni) ne désire un conflit en Europe. Une conférence se réunit à Munich pour résoudre les revendications territoriales du Reich au détriment de la Tchécoslovaquie. Les 29 et 30 septembre, les dirigeants de l'Allemagne, de l'Italie, de l'Angleterre et de la France, Adolf Hitler, Benito Mussolini, Neville Chamberlain et Édouard Daladier, se réunissent à Munich. Le 30 septembre, les participants signent les accords de Munich, conformes aux revendications allemandes, qui prévoient le rattachement à l'Allemagne des régions habitées majoritairement par les Allemands et la cession d'une partie de la Silésie tchécoslovaque à la Pologne (906 km2 - 258 000 habitants).
Le président Beneš est contraint d'accepter ce plan, ce qui provoque de gigantesques manifestations à Prague et dans de nombreuses villes tchèques. Le 5 octobre 1938, Beneš démissionne et ne tarde pas à quitter le pays. Ce premier démembrement territorial est considéré comme mettant un terme de facto à la Première République tchécoslovaque : bien que la constitution n'ait pas été modifiée, la période allant des accords de Munich à l'invasion allemande du reste du territoire est désignée sous le nom d'usage de Seconde République tchécoslovaque. Pour tenter d'empêcher l'invasion, le chef du gouvernement, le général Jan Syrový essaie alors d'établir une relation privilégiée avec l'Allemagne : le parti communiste plonge dans la clandestinité et ses dirigeants partent en URSS. Le 30 novembre 1938, l'Assemblée nationale et le Sénat élisent Emil Hácha président de la deuxième république tchécoslovaque.

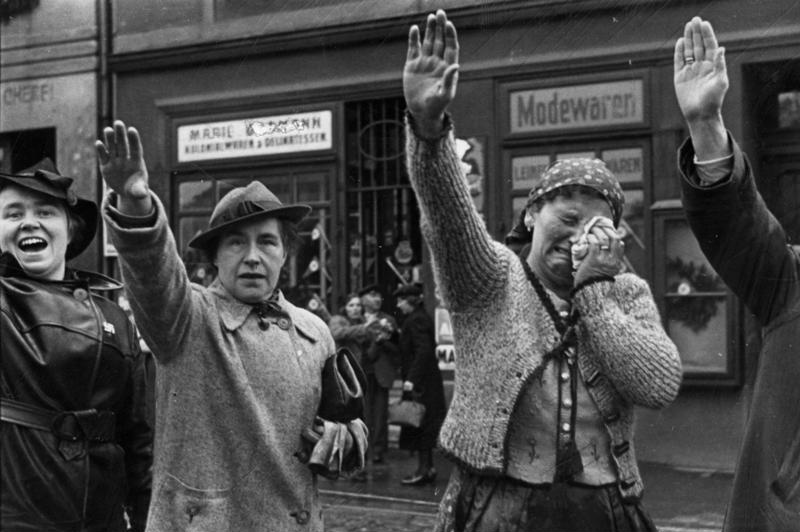
Population de la région des Sudètes saluant Hitler lorsque celui-ci traversa la frontière tchécoslovaque en 1938. L'image de la femme qui pleure en exécutant le salut nazi fut exploitée à la fois par la propagande de l'Axe et par celles des Alliés, les premiers y voyant des larmes d'émotion, les autres une image de résignation déchirante.

La Tchécoslovaquie perd surtout ses défenses militaires. Les fortifications tchécoslovaques, l'équivalent de la ligne Maginot ayant été construit en grande partie aux marges sudètes du pays, elles se retrouvent désormais aux mains du Reich. Sans cette ligne de défense, l'indépendance du pays est plus théorique que réelle ; elle dépend entièrement du bon vouloir des nazis et au courage politique des puissances occidentales qui ont garanti ses nouvelles frontières lors des accords de Munich.
Face aux mouvements indépendantistes qui se manifestent en Slovaquie et en Ruthénie subcarpatique, l'assemblée nationale approuve l'autonomie de ces deux régions le 19 novembre 1938, mais, le 6 mars 1939, le président Hacha, en raison des exigences séparatistes slovaques et ruthènes encouragées par l'Allemagne nazie, prononce la dissolution du gouvernement autonome ruthène et, dans la nuit du 9 au 10 mars, celle du gouvernement autonome slovaque. Il fait arrêter les dirigeants slovaques Mgr Tiso (Premier Ministre), Vojtech Tuka et Ferdinand Ďurčanský.
Sous la pression nazie et sous la houlette de Mgr Tiso, l'indépendance de la Slovaquie est néanmoins proclamée le 14 mars 1939 à Bratislava. Le 15 mars au matin, les armées du Reich, violant délibérément les accords passés six mois avant à Munich, envahissent et occupent le reste de la Bohême et de la Moravie et y établissent un protectorat. Le président Emil Hácha ne donne pas à l'Armée tchécoslovaque l'ordre de résister. Simultanément, les Ukrainiens proclament le 15 mars une république Carpato-Ukrainienne en Ruthénie, mais dès le lendemain, les troupes hongroises l'occupent et l'annexent. La Hongrie occupe aussi et annexe une petite portion du territoire slovaque adjacent.
Le Royaume-Uni et la France commencent la mobilisation de leurs troupes même si aucune action concrète n'est entreprise alors. C'est l'invasion de la Pologne qui marque le début de la Seconde Guerre mondiale, celle de la Tchécoslovaquie n'en étant que le prélude.

## Protectorat de Bohême-Moravie

Armes du Protectorat de Bohême-Moravie.

La Bohême, la Moravie et la Silésie tchèque sont placées sous le régime d'un protectorat allemand semi-indépendant. Emil Hácha, président de la Tchécoslovaquie depuis la démission d'Edvard Beneš, demeure en place, mais tout le pouvoir est détenu par le Reichsprotektor allemand. Les persécutions raciales s'abattent sur les Juifs et les Tziganes. 
Sur les plans économique et financier international, Berlin a été reconnu comme le successeur légal du gouvernement de Prague et a récupéré entre autres 10 millions de £ anciennement tchécoslovaques auprès de la banque des règlements internationaux. 
L'arsenal de l'armée tchécoslovaque est récupéré pour l'armée allemande, soit 2 175 canons de campagne, 469 chars et autres blindés — dont 219 Panzerkampfwagen 35(t) —, 70 trains blindés, voitures blindées et batteries d'artillerie ferroviaire, 500 pièces d'artillerie antiaérienne, 43 000 mitrailleuses, 1 090 000 fusils militaires, 114 000 pistolets, environ un milliard de cartouches et trois millions d'obus antiaériens. 

### Résistance tchèque
La résistance tchécoslovaque se manifeste à la fois à l'intérieur des anciennes frontières du pays, par des groupes de maquisards armés de tout ce qu'ils ont pu récupérer dans les arsenaux de l'armée (beaucoup sont d'anciens militaires), et à l'étranger, où de nombreuses escadrilles d'aviation rejoignent la Royal Air Force et participent à la Bataille d'Angleterre, tandis que des troupes terrestres participent à la défense de la Pologne puis, transportées à Alexandrie par le Service maritime roumain, rejoignent de là les forces britanniques ou françaises. La résistance joue un rôle important pendant la guerre, entre-autres dans l'assassinat de Reinhard Heydrich, protecteur de Bohême-Moravie.

#### Gouvernement en exil de Londres
Edvard Beneš, qui a démissionné de son poste de président le 5 octobre 1938, après les accords de Munich et l'annexion des Sudètes par l'Allemagne nazie, émigre en France et anime un gouvernement en exil. Le gouvernement de Beneš, constitué à Londres en juillet 1940, est reconnu en 1942 par l'ensemble des Alliés, qui dénoncent alors les accords de Munich.

#### Tchécoslovaquie dans la coalition anti-hitlérienne

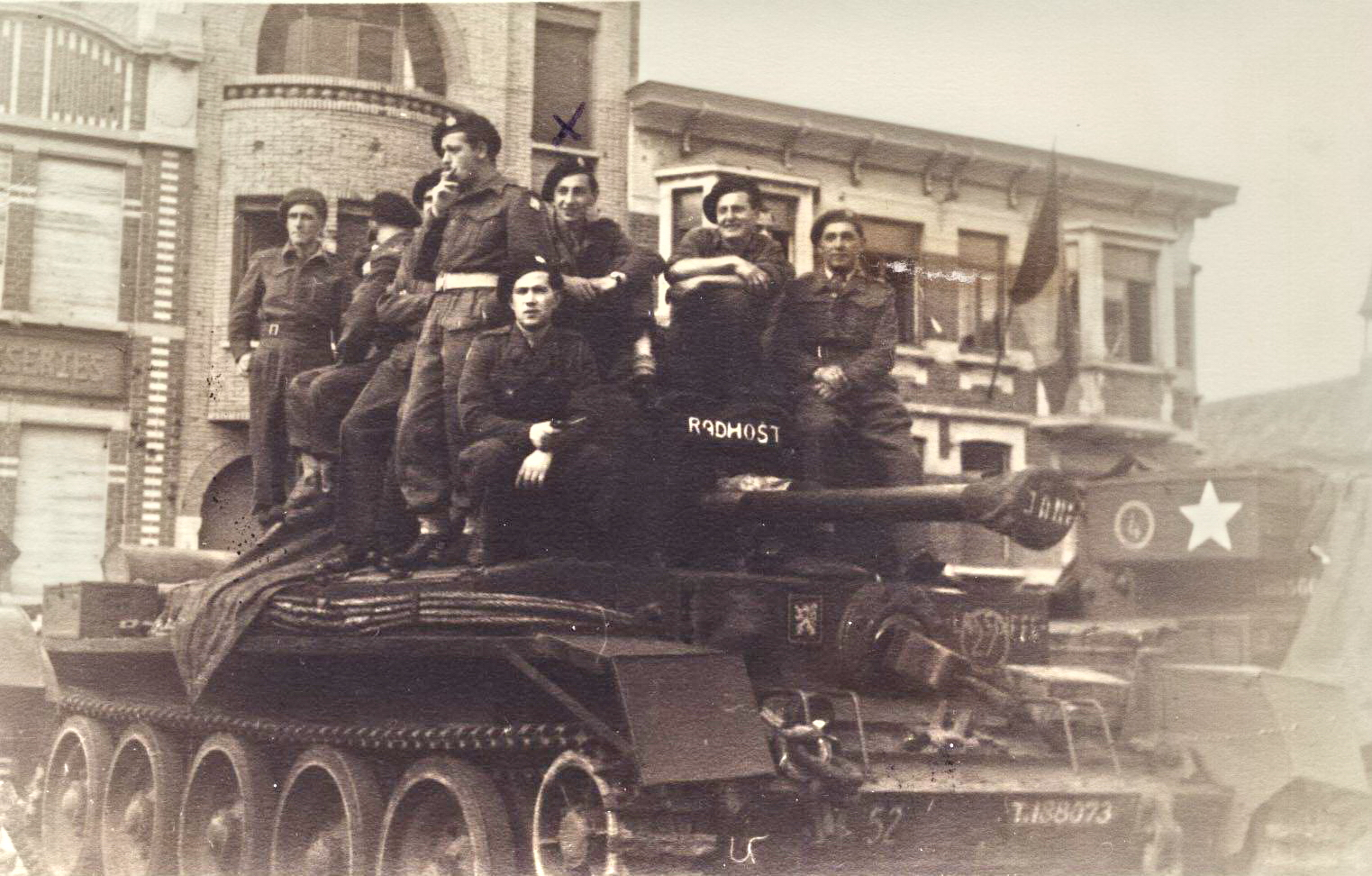
La 1re brigade blindée tchécoslovaque à La Panne pendant le siège de Dunkerque en 1945.

Les forces tchécoslovaques libres livrent bataille dès 1939, en participant à la défense de la Pologne. En 1940, les forces armées, fidèles au gouvernement en exil, contribuent à la défense française lors de la bataille de France. On les retrouve dans les combats sur le Front de l'Ouest, ainsi qu'au sud de l'Europe et en Afrique. 
À l'Est, le 1er escadron autonome tchécoslovaque livre bataille pour la première fois le 8 mars 1943 à Sokolovo, près de Kharkiv. Au printemps 1944, on commence à organiser le premier corps d'armée tchécoslovaque en Union soviétique,.
À l'Ouest, les troupes évacuées de France en 1940 constituent la 1re brigade blindée tchécoslovaque (en), armée par les Britanniques et équipée de chars Cromwell. Elle est débarquée en Normandie le 1er septembre 1944, intégrée à la 51e division d'infanterie écossaise puis à la 1re Armée canadienne et engagée dans le siège de la poche allemande de Dunkerque. À la fin de 1944, la brigade est renforcée par des Tchécoslovaques intégrés de force dans la Wehrmacht, capturés par les Alliés sur le front italien et en Normandie : elle reste immobilisée devant Dunkerque jusqu'à la fin de la guerre et perd 167 tués, 461 blessés et 40 disparus sur un effectif de 4 260 hommes. Seules quelques unités de DCA et d'infanterie, intégrées à l'armée américaine en avril 1944, terminent la guerre près de la frontière tchécoslovaque.

### Résistance intérieure tchèque

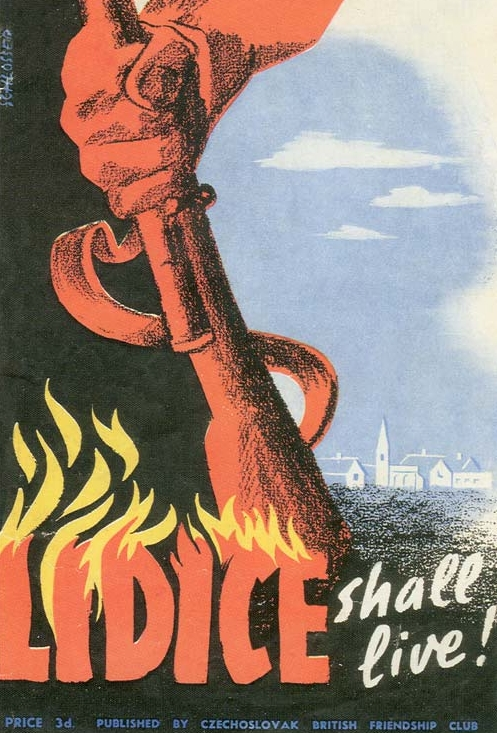
Affiche de propagande anglaise commémorant la destruction du village de Lidice en Bohême.

On peut distinguer quatre composantes de la Résistance tchèque :
- Le Centre politique (Politické ústředí, PÚ) est constitué de collaborateurs de Beneš, sous la conduite de Prokop Drtina. Le PÚ est presque anéanti par les arrestations de novembre 1939 et, par la suite, il est dirigé par des hommes politiques plus jeunes.
- La Défense de la Nation (Obrana národa, ON) est surtout constituée d'officiers d'active ou de réserve.
- Nous resterons fidèles (Petiční výbor Věrni zůstaneme, PVVZ, du nom de la pétition lancée en mai 1938 par les représentants de la culture tchèque) regroupe des sociaux-démocrates et des intellectuels de gauche en association avec des syndicats et des mouvements de jeunesse.
- Le Parti communiste tchécoslovaque (KSČ) dont les dirigeants se sont réfugiés à Moscou après les accords de Munich en septembre 1938 et qui a plongé dans la clandestinité depuis cette époque reste relativement faible jusqu'en 1943.

La Résistance non-communiste s'unit dès le printemps 1940 pour former la Direction Centrale de la Résistance (Ústřední výbor odboje domácího, ÚVOD). L’ÚVOD passe progressivement d'un travail d'organisation à la diffusion de tracts et d'une presse clandestine et à la collecte de renseignements politiques ou militaires, envoyés à Londres, mais aussi à Moscou.
Après l'attaque de l'URSS par les troupes allemandes, en juin 1941, les groupes associés dans l'ÚVOD amorcent un rapprochement avec le KSČ, mais la répression efficace consécutive à l'attentat contre Heydrich marque une pause dans le processus d'unification.
La Résistance intérieure a du mal à se remettre de cette vague de répression et ce n'est que vers la fin de la guerre qu'elle se rétablira complètement. À partir du 12 décembre 1943, l'alliance signée par Beneš entre la Tchécoslovaquie et l'URSS facilite l'unification de la Résistance intérieure. Les communistes sont largement représentés dans le "Conseil des Trois" (R3) qui s'affirme à la fin de la guerre.
La Résistance communiste, dirigée de Moscou par Klement Gottwald, et Rudolf Slánský, est animée sur place par des militants comme Jan Sverma, Jaromír Dolanský, Antonin Novotný, Josef Smrkovský et Antonin Zapotocky. Beaucoup d’entre eux sont exécutés ou déportés.

## Slovaquie de 1939 à 1945
La Slovaquie proclame son indépendance le 14 mars 1939, avec l'appui allemand. Jozef Tiso, un prêtre catholique dirigeant d'un parti politique nationaliste, devient le chef du nouveau régime slovaque qui, au contraire du Protectorat de Bohême-Moravie, bénéficie d'une véritable indépendance. La Slovaquie signe le pacte tripartite et ses troupes s'engagent sur divers fronts aux côtés des forces de l'Axe.

## Libération
La première république slovaque, occupée par les troupes soviétiques et roumaines, cesse d'exister le 4 avril 1945 lorsque l'Armée rouge entre dans Bratislava, après avoir percé le front dans les Carpates en octobre 1944. Edvard Beneš, arrivé de Londres en transitant par Moscou, constitue le 5 avril 1945 à Košice un gouvernement de coalition présidé par Zdeněk Fierlinger, avec Klement Gottwald comme premier vice-président, signant le début de la « Troisième République tchécoslovaque ». Le programme de Košice prévoit une république démocratique, où Tchèques et Slovaques seront égaux.
Les actions de guérilla du soulèvement national slovaque et de la résistance tchèque se multiplient alors. À mesure que les armées alliées avancent, des « Comités nationaux » prennent en main l'administration. Plus de 4 850 comités sont ainsi formés avec l'aval de l'Union soviétique. Le 5 mai, un soulèvement éclate à Prague et un Conseil national tchèque (Česká národní rada ou ČNR), nouvellement formé, prend la tête de l'insurrection. Plus de 1 600 barricades sont montées dans la ville et quelque 30 000 hommes et femmes tchèques se battent pendant trois jours contre 37 000 soldats de la Wehrmacht soutenus par des chars et de l'artillerie. L'essentiel du pays est libéré par les troupes soviétiques et roumaines à l'exception du sud-ouest de la Bohême, investie par des forces américaines arrivées par le Front de l'Ouest, qui libèrent Pilsen en mai.
Le 8 mai, l'Allemagne capitule et l'Armée rouge entre dans Prague le 9. Des unités allemandes se défendent cependant jusqu'au 11 mai 1945 pour se replier vers l'Ouest et échapper à la captivité soviétique.

## Expulsion des Allemands des Sudètes
Les accords de Munich avaient été la conséquence des activités subversives du parti nazi des Allemands des Sudètes mais aussi de la politique d'« apaisement » des puissances occidentales, ressentie par les Tchécoslovaques comme une « trahison ». Pendant les dernières années de la guerre, Beneš s'était attaché à résoudre définitivement le problème de la minorité allemande, et, dans le cadre de l'expulsion des Allemands d'Europe de l'Est, il avait reçu le consentement des Alliés pour une expulsion des Allemands des Sudètes vers la nouvelle Allemagne occupée et diminuée, mais pacifiée.
L'ensemble de lois connues sous le nom de Décrets Beneš sont promulguées entre le 19 mai et le 25 octobre 1945. L'expulsion des Allemands des Sudètes vers l'Allemagne, s'étalera sur trois ans, de 1945 à 1947, et sera facilitée par l'état-civil nazi qui les avait tous pourvus de documents d'identité allemands. Couples mixtes et allemands anti-nazis sont épargnés par ces mesures, mais ils sont très minoritaires.
Sur les 3,1 millions d'Allemands vivant sur le territoire tchécoslovaque avant-guerre, on estime que :
- 2 256 000 d'entre eux sont expulsés dans les règles établies par la conférence de Potsdam.
- 400 000 ont été expulsés de manière « spontanée » par les populations tchèques des environs.
- entre 100 000 et 300 000 ont fui d'eux-mêmes vers l'Allemagne devant l'avancée de l'Armée rouge.
- entre 300 000 et 500 000 sont décédés sous les drapeaux de la Wehrmacht.

Au total, ce sont environ 2,6 millions d'Allemands qui sont déplacés vers l'Allemagne et l'Autriche. Citoyens allemands, ils s'intègreront dans leurs pays d'accueil comme les autres germanophones ayant fui l'Europe centrale ou de l'est.